# Dejan Židan
Dejan Židan (ur. 16 października 1967 w Mariborze) – słoweński polityk, deputowany, minister, w latach 2014–2020 przewodniczący Socjaldemokratów, od 2018 do 2020 przewodniczący Zgromadzenia Państwowego.

## Życiorys
Ukończył medycynę weterynaryjną na Uniwersytecie Lublańskim i zarządzanie na Uniwersytecie w Mariborze.
Zaangażował się w działalność Socjaldemokratów. W latach 2010–2012 był ministrem rolnictwa w rządzie Boruta Pahora. W 2011 uzyskał mandat posła do Zgromadzenia Państwowego. W 2013 stanął na czele resortu rolnictwa i środowiska w gabinecie Alenki Bratušek, obejmując w nim również urząd wicepremiera.
W maju 2014 objął funkcję przewodniczącego Socjaldemokratów, gdy z kierowania partią zrezygnował Igor Lukšič. W lipcu tegoż roku Dejan Židan uzyskał parlamentarną reelekcję. We wrześniu 2014 został ministrem rolnictwa, leśnictwa i żywności w rządzie Mira Cerara, a następnie także wicepremierem w tym gabinecie. W czerwcu 2018 ponownie został wybrany do słoweńskiego parlamentu. 23 sierpnia 2018 wybrano go na przewodniczącego Zgromadzenia Państwowego. Ustąpił z tej funkcji 3 marca 2020 w związku z powstaniem w parlamencie nowej większości tworzonej bez jego ugrupowania. W maju tegoż roku zrezygnował również z kierowania partią.
W 2022 powołany na stanowisko sekretarza stanu w ministerstwie rozwoju gospodarczego i technologii.